# Chibcha

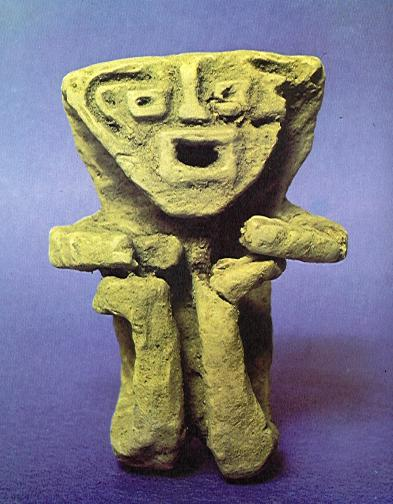
Statue der Chibcha

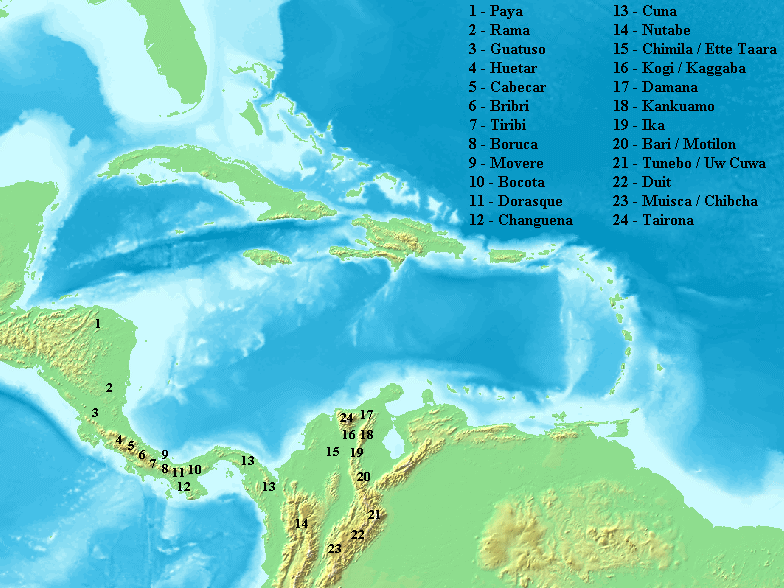
Verteilung der Chibcha-Sprachen

Die Muisca waren eine Ethnie des Altiplano Cundiboyacense in den östlichen Anden Kolumbiens um das Gebiet der heutigen Hauptstadt Bogotá und gehörten zur Sprachfamilie der Chibcha-Sprachen. Sie waren verwandt mit anderen Völkern der Chibcha-Sprachfamilie in den Anden, wie etwa die Guane, Lache und Chitarero und lebten zum Teil auch am Río Magdalena. Früher lebten sie auch im Gebiet des heutigen Panama und auf der östlichen Andenkordillere Kolumbiens. Im 19. und im frühen 20. Jahrhundert war der Name Chibcha ebenfalls gebräuchlich (laut einem Chronisten der Name eines Dialekts), aber dieser wird inzwischen für die sogenannte Chibcha-Sprachfamilie benutzt. Laut Jorge Gamboa Mendoza sei der echte Name des Bogotá-Dialekts der Muisca-Sprache allerdings muysccubun.
Heute wird auch ein südamerikanisches Kulturareal zur Gliederung der Indigenen als „Chibcha“ bezeichnet.

## Geschichte
In kultureller Hinsicht ähnelten die Chibcha den Inka. Sie pflegten die Landwirtschaft mittels eines guten Bewässerungssystems. Ihre Tracht wurde aus Baumwolle gewebt. Sie waren als gute Goldschmiede bekannt; die Schmuckstücke der Chibcha bestanden aus Blattgold und wurden durch feinste Strähnen und anthropomorphe Figuren verziert. Nach der Inka-Ära haben die Chibcha durch Kaziken (Häuptlinge) kontrollierte Staaten gebildet, die – bis zur Conquista – kulturell sehr weit entwickelt waren. Bekannt ist, dass man Smaragde als Tauschmittel verwendete. Sie waren gute Keramiker und Coca-Bauern.
Die spanischen Eroberer unter Gonzalo Jiménez de Quesada trafen mit 150 Mann um 1536 auf dieses Volk, was in wenigen Tagen zum Zerfall seiner sozialen und politischen Strukturen führte. Das Gebiet der Chibcha wurde dem Reich von Karl V. einverleibt. Bis zum 18. Jahrhundert war die Kultur der Chibcha so gut wie ausgestorben.

## Religion und Organisation
Die Chibcha verehrten Bochica, einen von der Sonne abstammenden Halbgott, der ihrem Glauben nach im Osten verschwand, nachdem er einen Blitz in einen Berg hatte einschlagen lassen. Ihre Religion scheint sich von anderen präkolumbianischen Kulturen nicht sehr zu unterscheiden, Menschenopfer waren nicht selten. Sie schenkten ihren Göttern Smaragde.
Sie waren in einer Art Konföderation mehrerer Stämme organisiert, zu diesen zählten die Muiscas, Guanes, Laches, Pijaos und Chitareros. Bis zur Zeit der spanischen Eroberung bestand der Brauch, die Regierungsmacht jeweils vom Onkel auf den Neffen zu übertragen. Der Amtsnachfolger musste somit der Sohn einer Schwester des verstorbenen Monarchen sein. Der Nachfolger wurde einer langen und strengen Initiation unterzogen.
Die Muiscas, nördlich von Zipaquirá ansässig, zeichneten sich durch die Beherrschung der Legierung und Goldschmiedekunst so sehr aus, dass sie zu Hauptlieferanten des Inka-Imperiums wurden.
Der Herrscher in Zipaquira, der Hauptstadt im heutigen Kolumbien, regierte nicht ohne Schwierigkeiten über die unterschiedlichen Provinzen, da diese weitgehend autonom waren, erhielt jedoch Steuern, die an die Ressourcen der jeweiligen Provinz angepasst waren. Die Abwesenheit einer gemeinsamen Verteidigung erklärt die Anfälligkeit des Imperiums, das ohne Schwierigkeiten von den Spaniern erobert wurde.
Aus einer Chibcha-Tradition ist der Eldorado-Mythos entsprungen, der die Spanier nicht unmaßgeblich zur Erkundung und Eroberung Südamerikas trieb. Die Chibcha hatten den Brauch, ihren neuen König während der Inthronisierung mit Goldstaub zu bedecken. Der neue Herrscher sollte in der Sonne glänzen wie der Sohn der Sonne, als der er galt. Dieser König musste anschließend in dem heiligen Guatavita-See baden, während die Menschenmenge wertvolle Objekte in die Fluten warf. Als Zeugnisse dieser Zeremonie sind viele dieser Objekte im Museo del Oro in Bogotá ausgestellt, unter anderem das Goldfloß von Eldorado.
Die Häuser der Chibcha waren kreisförmig, meistens gemeinschaftlich und aus Holz und Stroh gebaut. 

### Sachbuch
- Luis Pericot y García: América indígena. Bd. 1: El hombre americano – Los pueblos de América. Salvat, Barcelona 1936, S. 595–602.

### Belletristik
- Martin Selber: Auf der Goldspur. Abenteuerroman aus der Inkazeit. Rowohlt, 1982. Vom Autor bearbeitete Fassung des 1958 im Verlag Das Neue Berlin unter dem Titel Eldorado erschienenen historischen Romans (unter dem Titel Im Tal des Bogotá auch 1985 bei Der Kinderbuchverlag Berlin erschienen).